# Солнечное затмение 9 июля 1945 года
Солнечное затмение 9 июля 1945 года — полное солнечное затмение, когда Луна находилась между Землёй и Солнцем.
Затмение можно было наблюдать в Северной Америке, в Гренландии, а также в Скандинавии, Западной России, и Центральной Азии.
В СССР Бюро наглядных пособий Наркомпроса РСФСР выпустило массовым тиражом два плаката о событии. На первом — «Наблюдай солнечное затмение 9 июля 1945 года между 4 и 6,5 часами вечера» — в цветных рисунках и популярных текстах рассказано, почему происходит солнечное затмение и что можно увидеть при полном затмении Солнца. На втором плакате была схема затмения, а для примера показано, как оно будет происходить в Ярославле.